# بلو أويستر كلت (فريق روك)
بلو أويستر كلت (بالإنجليزية: Blue Öyster Cult) فريق روك أمريكي تشكل في ستوني بروك، بنيويورك، في عام 1967. حقق الفريق مبيعات وصلت إلى  25 مليون اسطوانة في جميع أنحاء العالم، بما في ذلك سبعة ملايين في الولايات المتحدة وحدها. حظيت بعض فيديوهات أغاني الفريق وخاصة أغنية «أحترق من أجلك Burnin' for You» على بث مكثف على شبكات التلفزيون، كما حدث على شبكة «ام تي في MTV» منذ انطلاقها في عام 1981، مما عزز مساهمة الفريق في تطوير الفيديو الموسيقي ونجاحه في الثقافة الشعبية الحديثة.

## أعضاء الفريق
تضمنت تشكيلة «بلو أويستر كلت»، الأطول والأكثر نجاحًا تجاريًا:
باك دارما (جيتار رئيسي، وغناء)
إريك بلوم (غناء رئيسي، وجيتار)
ألين لانير (لوحات المفاتيح، وجيتار إيقاعي، وغناء مساند)
جو بوشار (جيتار باس، وغناء)
ألبرت بوشار (طبول، وإيقاع، وغناء)

## النمط الموسيقي
الفريق يقدم موسيقى الهارد روك، كما وصفت موسيقاه بأنها هيفي ميتال heavy metal، وروك مخدر psychedelic rock، وأكولت روك occult rock، وبوجي راكب الدراجة النارية biker boogie، وأسيد روك acid rock، وبروغريسيف روك progressive rock. كما يتفق الجميع على أن الفريق يساهم في الأنواع الموسيقية الرائدة مثل ستونر ميتال stoner metal، وسبيد ميتال speed metal. خاض الفريق أيضًا وأنواعًا إضافية في ألبومات معينة. مثال على ذلك ألبوم المرايا (1979).
تأثر الفريق بفنانين مثل أليس كوبر، وغريتفول ديد، ودورز، وجيفرسون إيربلاين، إم سي 5، وذا بلوز بروجيكت، وجيمي هندريكس، وبلاك ساباث.
يلاحظ في أسلوب وكلمات الفريق السخرية والفكاهة أو حتى الغموض، وغالبًا ما تتضمن أغانيهم أجزاء خارج السياق في الكلمات، مما يعطي أغانيهم معاني غامضة، بالإضافة إلى ذلك، احتفظ الفريق بملف من جمعيات كلمات ميلتزر وبيرلمان لإدراجها في موسيقاهم.
(ميلتزر وبيرلمان: نقاد لموسيقى الروك وفنانيين وكتاب. يعتبرهم بعض مؤرخي موسيقى الروك، أول من كتب تحليلًا حقيقيًا لموسيقى الروك أند رول، ويُنسب إليه الفضل في اختراع «نقد موسيقى الروك»).

## أهم أغاني الفريق[26]
لا تخشى الحاصدة (1975) Don't Fear) The Reaper)
أم أي 262 (1974) ME 262
مهووس عبر أم سي (1972) Transmaniacon MC
هذا ليس صيف الحب (1975) This Ain't the Summer of Love
مهنة الشر (1974) Career of Evil
مسار ملتهب إلى الجحيم (1973) Hot Rails to Hell
مدن على اللهب مع روك أند رول (1972) Cities on Flame With Rock and Roll
ثم جاءت آخر أيام مايو (1972) Then Came the Last Days of May
حب الليل (1978) Love the Night
احترق من أجلك (1981) Burnin' for You

## وصلات خارجية
http://www.blueoystercult.com/ بلو أويستر كلت (فريق روك)
https://curlie.org/Arts/Music/Bands_and_Artists/B/Blue_%C3%96yster_Cult/ بلو أويستر كلت (فريق روك)
https://www.songfacts.com/facts/blue-oyster-cult بلو أويستر كلت (فريق روك)
https://www.allmusic.com/artist/blue-oyster-cult-mn0000061938 بلو أويستر كلت (فريق روك)
https://www.discogs.com/artist/251884-Blue-%C3%96yster-Cult بلو أويستر كلت (فريق روك)